# Arthur Mahler
Arthur Mahler (2. srpna 1871 Praha – 3. května 1916 Vídeň) byl rakouský vysokoškolský pedagog a sionistický politik židovské národnosti z Čech, na počátku 20. století poslanec Říšské rady.

## Biografie
Byl aktivní v akademické sféře. Byl docentem klasické archeologie na německé univerzitě v Praze. Později byl z německé univerzity vytlačen pro své politické postoje. Následně působil jako politický redaktor listu Wiener Extrablatt a byl vídeňským korespondentem listu Pester Lloyd. Zasedal ve výboru svazu novinářů a publicistů Concordia.
Na počátku 20. století se zapojil i do celostátní politiky. Ve volbách do Říšské rady roku 1907, konaných poprvé podle všeobecného a rovného volebního práva, získal mandát v Říšské radě (celostátní zákonodárný sbor) za obvod Halič 69 (Terebovlja, podle jiného zdroje Čortkiv). Představoval jednoho z několika poslanců Židovské národní strany. Byl členem poslanecké frakce Židovský klub. K roku 1907 se profesně uvádí jako privátní docent. Ve volbách do Říšské rady roku 1911 ho porazil křesťansko sociální kandidát Eduard Hruska.
Zemřel v květnu 1916 na plicní onemocnění. Národní listy ho v nekrologu označily za člověka, který dbal přesné objektivity vůči osvětovým a hospodářským snahám našeho národa. Ovládal češtinu.